# François de Rugy
François Goullet de Rugy, más conocido como François de Rugy (Nantes, 6 de diciembre de 1973) es un político francés. Presidente de la Cámara legislativa, ha sido ministro de Transición ecológica en 2018.

## Biografía
Tras su reelección como diputado en junio de 2017, se afilió nuevo partido La República en Marcha y se convirtió en presidente de la Asamblea Nacional, siendo el presidente más joven de la V República. Más adelante, en septiembre de 2018, fue nombrado ministro de Estado, ministro de la Transición ecológica y solidaria del Segundo Gobierno Philippe, como sucesor de Nicolas Hulot.

## Polémicas
En julio del 2019, unas revelaciones del diario Mediapart respecto a la organización de comidas privadas con dinero público cuando era presidente de la Asamblea Nacional, junto con unas obras realizadas en su domicilio del ministerio, generaron una gran controversia. A consecuencia del ruido mediático por los presuntos abusos cometidos se vio obligado a dimitir el 16 de julio del 2019.